# Ardisia didymopora
Ardisia didymopora är en viveväxtart som först beskrevs av Joseph Marie Henry Alfred Perrier de la Bâthie, och fick sitt nu gällande namn av René Paul Raymond Capuron. Ardisia didymopora ingår i släktet Ardisia och familjen viveväxter. Inga underarter finns listade i Catalogue of Life.